# Panzerdenkmal (Lalendorf)

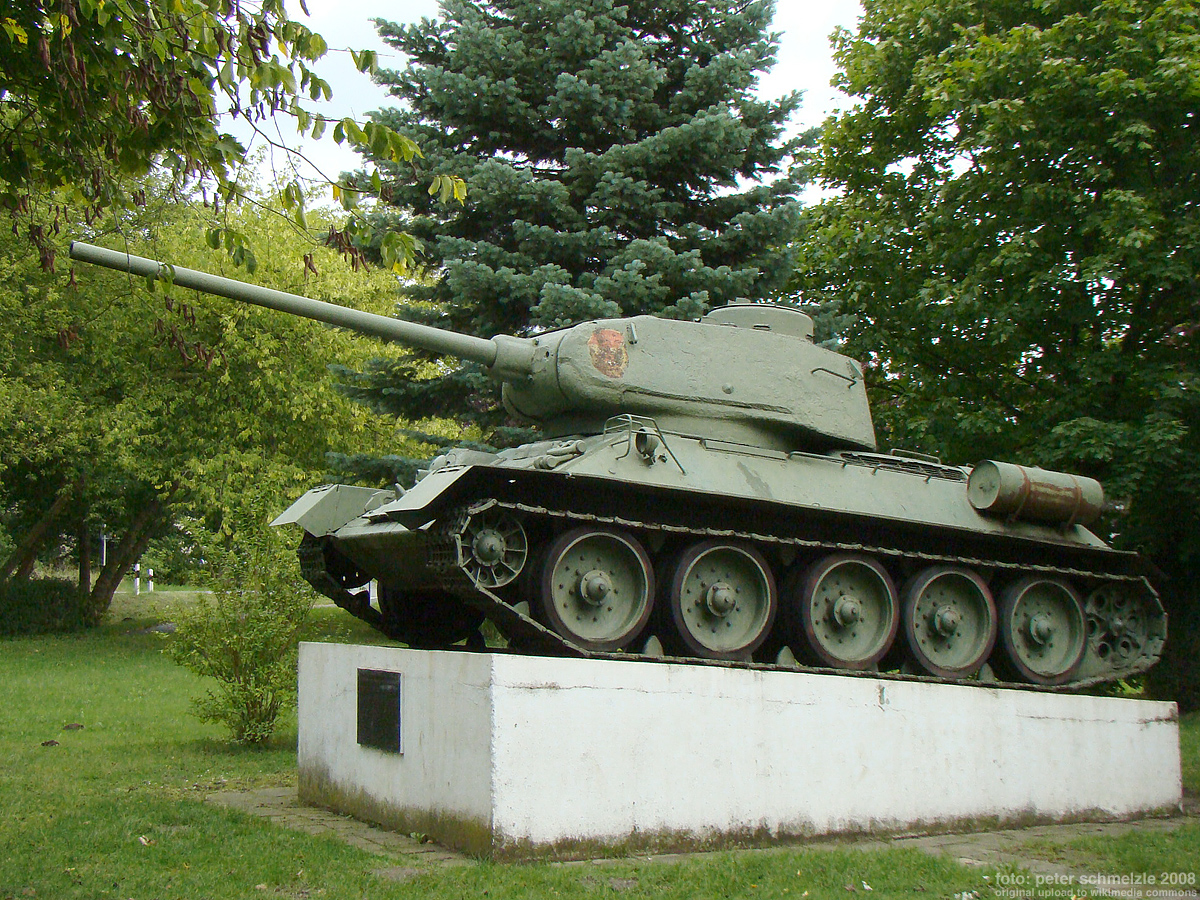
Panzerdenkmal in Lalendorf

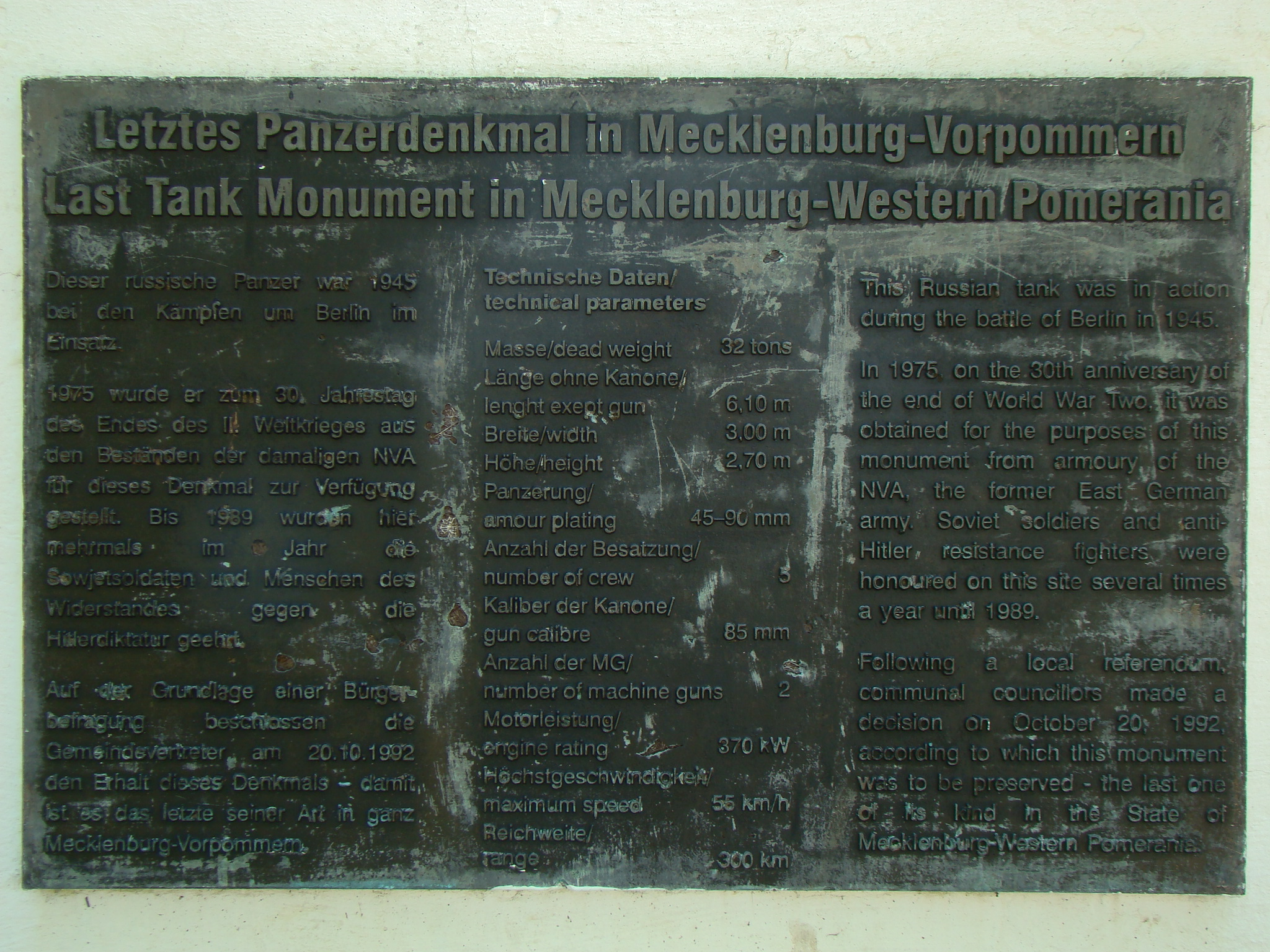
Inschriftentafel

Das Panzerdenkmal in Lalendorf im Landkreis Rostock in Mecklenburg-Vorpommern ist das letzte Panzerdenkmal in diesem Bundesland.
Das Panzerdenkmal wurde 1975 zum 30. Jahrestag des Endes des Zweiten Weltkriegs errichtet. Der auf einem Betonsockel aufgestellte sowjetische Panzer des Typs T-34 war 1945 an den Kämpfen um Berlin beteiligt und kam danach in den Bestand der NVA, die ihn für das Denkmal zur Verfügung stellte. Vor dem Panzerdenkmal befindet sich eine Grünanlage mit einem Ehrenmal für Sowjetsoldaten. In der Anlage wurde bis 1989 mehrmals jährlich der Sowjetsoldaten und Widerstandskämpfer gegen die NS-Diktatur gedacht. Nach einer Bürgerbefragung sprach sich der Gemeinderat am 20. Oktober 1992 für den Erhalt des Denkmals aus, das inzwischen das letzte Panzerdenkmal in Mecklenburg-Vorpommern ist.